# Фонтевро
Королівське аба́тство Фонтевро́ (фр. Abbaye Royale de Fontevraud) — один з найвідоміших середньовічних монастирів Франції, місце поховання Генріха II Плантагенета та Річарда Левове Серце. Знаходиться на межі між давніми Анжуйським та Пуатевінським графствами, поблизу міст Сомюр і Шинон (департамент Мен і Луара).

## Історія
Абатство засновано 1101 року самітником Робе́ром д'Арбріссе́лем під покровительством єпископа Пуатьє на землях сеньйорів Монсоро та Монрей Белле (de Montsoreau et de Montreuil Bellay). Відповідно до офіційної історії абатства, причиною заснування став лист єпископа Ренна Марбода, у якому прелат дорікав Роберу д'Арбрісселю в тому, що його послідовники й учні живуть усі разом — без розрізнення статі та становища. «Безземельні селяни, хворі та здорові, чоловіки й жінки, шляхетного походження і простолюдини, священнослужителі й миряни, вдови, діви й блудниці, — всі живуть разом на загальний сором».

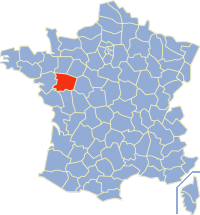
Департамент на карті Франції

Абатство було засновано як «подвійне» — одночасно й чоловіче, й жіноче, з розділеними огорожею ділянками для каноніків і канонійок. На ділянках закладено монастирі: Великий Монастир для незайманих (Grand-Moûtier), монастир Святого Бенедикта для сестер-сиділок (шпиталь) (Saint-Benoît), монастир грішниць, що каються для решти жінок (la Madeleine), монастир Святого Лазаря для хворих на проказу (Saint-Lazare) й чоловічий монастир Святого Іоанна (Saint-Jean-de-l'Habit, нині не існує).
У 1115 році, заснувавши у Франції ще 20 юридично залежних від Фонтевро монастирів, Робер д'Арбріссель передав управління Петроніллі де Шемільє (Pétronille de Chemillé), що заклало в Ордені принцип підпорядкованості ченців монахиням.
XII століття стало для Фонтевро періодом швидкого возвеличення: численні пільги та привілеї, даровані абатисам, пряме підпорядкування папі римському, великі земельні пожертви з боку різних світських феодалів перетворили Орден на один з найбагатших та наймогутніших на території Західної Європи. Сходження на англійський престол Плантагенетів, які об'єднали під своєю владою Англію, Нормандію, Аквітанію, Пуату, Мен, Турень та Анжу, ще більше посилило позиції Ордену: Фонтевро перетворилось на справжню скарбницю цієї династії, та на родову усипальницю її представників: Тут були поховані Генріх II, Річард Левове Серце, Алієнор Аквітанська, Ізабелла Ангулемська — вдова Іоанна Безземельного, Жанна Англійська, дочка Генріха та Алієнор, серце Генріха III, короля Англії, сина Іоанна Безземельного. До 1189 року під юрисдикцією Ордену перебувало вже 123 пріорати — у Франції, Англії, Іспанії, — не враховуючи «материнської» обителі.

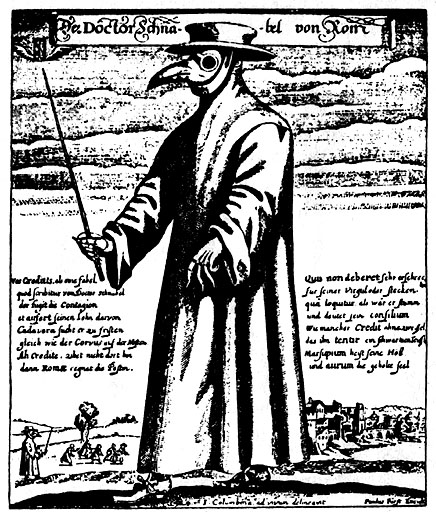
«Доктор Чума»

Пандемія чуми, яка спустошила у другій половині XIV століття Західну Європу, і Столітня війна між Францією та Англією підірвали позиції Фонтевро. На тлі загального занепаду знизився й рівень благочестя монахинь і ченців, а виняткове підпорядкування абатис Папі Римському почало активно оскаржуватись єпископами Пуатьє. Постійне втручання з їхнього боку у справи Ордену призвело до падіння авторитету абатис і престижу Ордену в цілому. Тільки з сімдесятих років XV століття почалось поступове відродження.
Початок відродження офіційна історія Ордену пов'язує з іменем Марії Бретонської, тітки короля Франції Людовика XII, яка здійснила реформу орденського статуту й домоглась схвалення цієї реформи з боку папи Сікста IV. Все XVI століття пройшло «під прапором» правління трьох представництв Дому Бурбонів, які послідовно змінювали одна одну на посту абатис: Рене (Renée) де Бурбон (1491⁣—⁣1534), Луїза де Бурбон (1534—1575) й Елеонора де Бурбон (1575—1611). Їхній енергійній діяльності Фонтевро зобов'язано, в тому числі й низкою чудових будівель, що збереглись донині.
Майже вся перша половина XVII століття стала для Фонтевро часом хвилювань, обурень і спроб «чоловічої частини» абатства вирватись з-під влади «жіночої частини». Незважаючи на величезний духовний авторитет тридцять першої абатиси (1637⁣—⁣1670) — Жанни-Батісти де Бурбон, — справа зайшла настільки далеко, що ця дочка Генріха IV була змушена подати ситуацію на розгляд Державної ради. І навіть попри те, що рада підтримала абатису, вона так ніколи й не змогла домогтись головної мети свого життя — канонізації засновника Ордену Робера д'Арбрісселя, оскільки це б означало безумовну правоту настоятельниць і безумовний обов'язок ченців Ордену підкорятись жінкам. Та все ж, незважаючи на всі проблеми цього часу, період правління Жанни-Баттісти де Бурбон називають другою Золотою добою, оскільки саме на нього припадає пік повторного возвеличення Ордену після занепаду XIV—XV століть.
У другій половині XVII століття й у XVIII столітті абатство знову поступово занепадає: статут вкотре змінюється, багатства витрачаються — один за одним зачиняються підпорядковані Фонтевро пріорати, кількість черниць і ченців скорочується. У 1789 році Фонтевро проголошується національним надбанням і виставляється на продаж на користь держави. Остання абатиса — мадам д'Антен (Madame d'Antin) — змушена виїхати в Анже, а потім в Париж, де й помирає 1797 року. Однак покупців на Фонтевро не знаходиться. Його майно систематично розграбовується. Будівлі руйнуються.
У 1804 році Наполеон особливим декретом перетворив Фонтевро на виправну в'язницю для засуджених п'яти департаментів. Колишнє абатство стало одним з найсуворіших виправних закладів Франції. 1 700 в'язнів — чоловіків, жінок та дітей — займались тут масовим виробництвом найрізноманітнішої продукції: від перламутрових запонок до корабельних вітрил, від капелюхів до столів і стільців.
У 1962 році в'язницю було зачинено, а Фонтевро передано товариству історичних пам'яток Франції, яке почало його капітальну реставрацію.

## Королівський некрополь Плантегенетов
В Монастирській церкві Богоматері абатства збереглося 4 надгробки, що належали похованим тут членам родини Плантагенетів. Це надгробок Генріха II Плантагенета, його дружини Алієнори Аквітанської, їх сина Річарда I Левове Серце і дружини іншого сина Генріха і Алієнори Іоанна Безземельного Ізабелли Ангулемської. До XVI століття тут також було ще 2 надгробки — доньки Генріха і Алієнори Жанни Англійської, яка померла у Фонтевро під час пологів у 1199 році і її сина Раймунда VII, графа Тулузького. Вони були понівечені в 1562 році гугенотами. В 1638 році їх замінили на нові статуї, які знищили під час Французької революції. Але під час розкопок в 1986 році залишки могили Раймунда Тулузького було знайдено на старому місці.
Під цими надгробками вже не покояться тіла уславлених королів. Достеменно невідомо, проте є всі причини вважати, що прах Плантагенетів було знищено під час Французької революції. Як вчинили революціонери і з рештками французьких королів, похованих в абатстві Сен-Дені? Їх просто викинули у рів.

## Хронологія

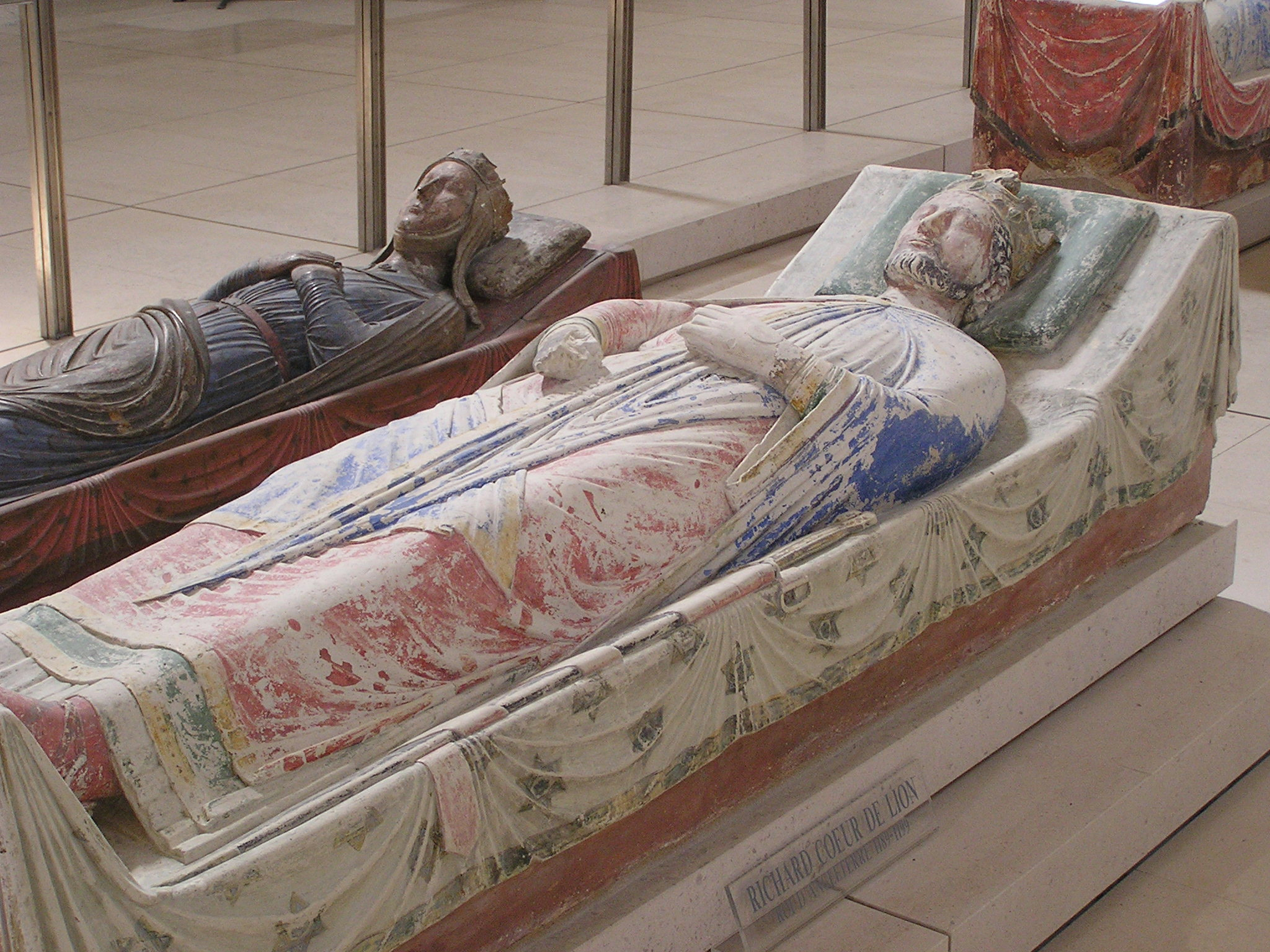
Надгробки Річарда Левове Серце (на передньому плані) та Ізабелли Ангулемської (на другому плані)

- 1045 — народився Робер д'Арбріссель.
- 1101 — заснування абатства
- 1115—1149 — правління Петронілли де Шемільє, першої абатиси Фонтевро.
- 1116 — помер Робер д'Арбріссель. Папа римський Калікст II освятив першу монастирську церкву
- 1153 — перший пріорат в Англії.
- 1155 — у підпорядкуванні Фонтевро перебувають вже 60 пріоратів.
- 1189 — помер Генріх II. Похований у Фонтевро.
- 1194 — Елеонора Аквітанська, вдова Генріха II, переїхала у Фонтевро.
- 1199 — помер Річард I Левове Серце. Похований тут же
- 1204 — померла Елеонора Аквітанська. Теж похована у Фонтевро.
- 1304—1342 — правління Елеонори Бретонської
- 1457—1477 — правління Марії Бретонської, ініціатора корінних реформ у Фонтевро.
- 1670—1704 — правління Марі-Мадлен де Рошешуар, «королеви абатис», сестри мадам де Монтеспан.
- 1765—1792 — правління Жюлі де Пардайан д'Антен, останньої абатиси Фонтевро.
- 1789 — оголошення Фонтевро національним надбанням
- 1792 — декрет, відповідно до якого всі релігійні заклади мали залишити їхні жителі
- 1804 — декрет Наполеона, що перетворив Фонтевро на в'язницю
- 1962 — закриття в'язниці у Фонтевро
- 1963-… реставраційні роботи